# Callizygaena ada
Callizygaena ada är en fjärilsart som beskrevs av Butler 1892. Callizygaena ada ingår i släktet Callizygaena och familjen bastardsvärmare. Inga underarter finns listade i Catalogue of Life.